# Nereo Svara
Nereo Svara (Trieste, 20 settembre 1935 – Trieste, 9 settembre 2024) è stato un ostacolista italiano.

## Biografia
Vinse per due volte il titolo italiano assoluto dei 110 metri ostacoli nel 1959 a Roma e nel 1961 a Torino.
Fece parte 11 volte della Nazionale italiana, la prima volta il 27 luglio 1958 a Torino (Italia-Svizzera 130-80) e l'ultima agli Europei di Belgrado nel settembre 1962. Partecipò ai campionati d'Europa di Stoccolma nel 1958, alle Universiadi di Torino 1959 ed alle Olimpiadi di Roma nel 1960.
Detiene tuttora il record della provincia di Trieste dei 110 metri ad ostacoli stabilito a Siena il 9 luglio 1960 con il tempo manuale di 14 secondi netti, ribadito l'anno seguente a Verona (14 maggio), Palermo (7 ottobre) e Roma (15 ottobre). Fu a lungo anche detentore del record regionale del Friuli-Venezia Giulia, dal 26 luglio 1958 quando a Torino corse in 14"6, fino al 12 giugno 1993 quando il suo primato fu superato da Andrea Alterio con il tempo elettronico di 14"14, poi miglioratosi fino a giungere il 28 settembre 1996 al 13"80 che rappresenta l'attuale primato regionale.
Svara è morto a 89 anni il 9 settembre 2024 a Trieste.

## Record

### Record nazionali
Seniores
- 110 metri ostacoli: 14"0 m ( Siena, 9 luglio 1960)[4][5])
- 110 metri ostacoli: 14"0 m ( Verona, 14 maggio 1961[6])
- 110 metri ostacoli: 14"0 m ( Parigi, 26 maggio 1961[7])
- 110 metri ostacoli: 14"0 m ( Palermo, 7 ottobre 1961[8])
- 110 metri ostacoli: 14"0 m ( Roma, 15 ottobre 1961[9])

## Palmarès
| Anno | Manifestazione  | Sede      | Risultato    | Gara           | Tempo  | Note |
| ---- | --------------- | --------- | ------------ | -------------- | ------ | ---- |
| 1958 | Europei         | Stoccolma | Semifinale   | 110 m ostacoli | 15"0 m |      |
| 1959 | Universiadi     | Torino    | Argento      | 110 m ostacoli | 14"4 m |      |
| 1960 | Giochi Olimpici | Roma      | Semifinale   | 110 m ostacoli | 14"3 m |      |
| 1962 | Europei         | Belgrado  | dnf in batt. | 110 m ostacoli | -      |      |

## Campionati nazionali
- 2 volte campione nazionale assoluto dei 110 metri ostacoli (1959, 1961)

1959
- Oro ai campionati italiani assoluti, 110 m ostacoli - 14"3 m primato dei campionati eguagliato[10]

1961
- Oro ai campionati italiani assoluti, 110 m ostacoli - 14"3 m

## Altre competizioni internazionali
1959
- 2º al triangolare Germania-Italia-Finlandia ( Roma), 110 m hs - 14"7 m[11]

1960
- 2º al Weltklasse Zürich ( Zurigo), 110 m hs - 14"1 m [12]

1961
- ? al meeting ( Parigi), 110 m hs - 14"0 m record italiano eguagliato[7]
- 2º al Trofeo Fratelli Znamenski (ora Znamensky Memorial) ( Mosca), 110 m hs - 14"3 m [13]